# Archipel de Pointe-Géologie
L'archipel de Pointe-Géologie est un archipel d'une cinquantaine d'îles rocheuses, situé dans la mer Dumont-d'Urville (océan Indien) au large du continent antarctique. Il fait partie du district de terre Adélie des Terres australes et antarctiques françaises (TAAF).

## Géographie
De l'île Hélène à l'ouest au rocher du Débarquement au nord-est, l'archipel s'étend dans la baie Pierre-Lejay sur environ 50 km2 au large de la terre Adélie, à des distances de la côte variant entre 200 m pour l'île du Navigateur et 11 km pour le rocher du Débarquement.
L'archipel compte une cinquantaine d'îles et îlots rocheux portant un nom, et au moins autant de rochers et récifs à fleur d'eau qui rendent la navigation délicate par endroits. L'île la plus étendue (0,33 km2) est celle des Pétrels, à 5 km du continent, sur les hauteurs de laquelle se trouve implantée la base Dumont-d'Urville. Avec ses 44 m, c'est aussi l'une des plus élevées, seule l'île Claude-Bernard la dépassant en altitude (47 m). L'île du Gouverneur, à mi-distance entre l'île des Pétrels et le continent, ne fait guère plus de 0,22 km2 pour une altitude maximale de 26 m. Les autres îles et îlots sont encore plus petits. La plupart des îles de l'archipel ne sont distantes les unes des autres que d'un kilomètre au maximum ; les îles de l'extrême ouest (Fram, Ifo et Hélène) sont beaucoup plus isolées (par exemple : 6 km entre l'île du Gouverneur et les îles Fram).      
De l'ouest au nord-est, l'archipel comprend :
- le groupe de l'Ouest :

- Île Hélène
- Île Ifo
- Îles Fram

- le groupe du cap Prud'homme[3] :

- Île Midwinter
- Île du Navigateur
- Le Rocher Gris
- Île Sainte-Blanche

- le groupe du Gouverneur :

- Île du Gouverneur
- Île aux Champignons
- Île Mystère
- Île Roméo et île Juliette

- entre l'île du Gouverneur et l'île des Pétrels, dix îles portant le nom de signes du zodiaque, les sept premières constituant le groupe des « Sept-Îles » :

- Le Bélier
- Le Cancer
- Le Capricorne
- Les Poissons
- Le Sagittaire
- Le Scorpion
- Île Fiorèse (ex le Taureau)
- Le Verseau
- La Balance
- La Vierge

- le groupe des Pétrels, parfois considéré comme constituant l'archipel de Pointe-Géologie au sens strict ; ce sont les îles les plus hautes et les plus remarquables, trois d'entre elles (Claude-Bernard, Pétrels et Jean-Rostand) dépassant les 30 m d'altitude[2],[4] :

- Île des Pétrels
- Île Le Mauguen (ex île Alexis-Carrel)
- Îles Buffon
- Îlot Castor et îlot Pollux
- Île Claude-Bernard
- Île Cuvier
- Îlot des Hydrographes
- Île Jean-Rostand
- Île Lamarck
- Île du Lion
- Îlot du Marégraphe
- La Tortue
- Îlot Zeus

- cinq îlots isolés, au nord de l'île des Pétrels :

- La Baleine
- La Dent
- Le Lama
- Île Lattanzi (ex îlot des Damiers)
- La Selle

- les îles situées au large de la langue glaciaire flottante de l'Astrolabe, qui marquent l'extension maximale de l'archipel vers le nord-est :

- Îles Curie
- Île du Derby
- Îles Dumoulin, dont le rocher du Débarquement, l'île du Dépôt et l'île Pasteur
- Île Florence

Pour un hivernant de Dumont-d'Urville, les îles les plus familières sont celles du groupe des Pétrels. L'île du Gouverneur et le rocher du Débarquement peuvent être facilement atteints à pied ou à ski en hiver lorsque la banquise est formée.

## Histoire
L'archipel de Pointe-Géologie est découvert par Jules Dumont d'Urville en 1840 au cours d'un voyage de circumnavigation à bord des deux corvettes l'Astrolabe et la Zélée. Dans la soirée du 22 janvier 1840, alors que les corvettes se tiennent prudemment au large, deux canots s'en détachent car un îlot rocheux vient d'être aperçu à sept milles de distance. C'est sur cet îlot (le « rocher du Débarquement ») que
deux lieutenants de vaisseau, deux naturalistes et probablement une dizaine de matelots prennent pied durant une demi-heure pour y planter le drapeau français, prélever des échantillons de roche et capturer quelques manchots.
Selon le témoignage de Joseph Dubouzet, second de la Zélée et qui était à la tête du petit groupe débarqué, le rocher se trouvait « séparé de la côte la plus proche par un espace de 5 à 600 m », ce qui voudrait dire que le front du glacier de l'Astrolabe — alors non identifié comme tel — atteignait les îles Dumoulin. Cette observation, jointe au fait que l'île des Pétrels, 7 km au sud-ouest, pouvait sembler former un cap rocheux sur le flanc du glacier, explique la dénomination de « pointe Géologie » donné à l'époque en référence aux échantillons de roche prélevés lors du débarquement.
En janvier 1912, l'Aurora, le voilier à vapeur de l'expédition antarctique australasienne de Douglas Mawson, est le premier navire à fréquenter les parages de l'archipel depuis sa découverte ; il procède à une cartographie grossière depuis le large. Trente-cinq ans plus tard (1946-1947), 
certaines îles sont repérées sur des photos aériennes prises lors de l'opération Highjump de l'US Navy. En octobre 1950, André-Frank Liotard, à la tête de l'expédition antarctique française TA 3 qui vient d'établir la base de Port-Martin 65 km plus à l'est, lance six hommes et trois traîneaux à chiens dans un raid d'exploration vers l'ouest le long de la côte. L'archipel est atteint en deux jours. C'est lors de ce raid qu'est découverte, au sud de l'île des Pétrels, une importante rookerie de manchots empereurs. C'est aussi de cette époque que date une grosse partie de la toponymie des îles, cartographiées par Yves Vallette. Lors de l'expédition suivante (TA 4), deux raids successifs en véhicules chenillés en juin, puis en septembre-octobre 1951, visitent à nouveau l'archipel, donnant à Paul Perroud l'occasion d'établir un premier réseau géodésique. 
Port-Martin est ravagée par un incendie en janvier 1952, alors même que la construction de la base annexe de Pointe-Géologie dans le sud de l'île des Pétrels vient de démarrer. L'hivernage obstiné que vont y effectuer sept membres de l'expédition TA 5 sous la direction de Mario Marret permet d'accroître la connaissance de l'archipel, tant sur le plan de la cartographie, de la géologie, de la météorologie, de l'ornithologie que de la biologie marine. De janvier 1953 (rapatriement de TA 5) à décembre 1955, les îles sont vierges de toute présence humaine.     
Le 12 janvier 1956, la base Dumont-d'Urville est construite sur les hauteurs de l'île des Pétrels à quelques centaines de mètres de la baraque de l'hivernage 1952, inaugurant une présence française dès lors ininterrompue dans l'archipel.

## Communications

### Mer
Il n'existe aucune liaison inter-îles régulière dans l'archipel.

### Glace
Lorsque la banquise est formée, une piste sur glace qui contourne l'île des Pétrels par l'ouest permet de relier l'archipel par engins chenillés au cap André-Prud'homme, l'un des rares points rocheux de la côte dans ce secteur.

### Air
Au début des années 1980, les Expéditions polaires françaises ont cherché, pour des raisons logistiques et des impératifs sanitaires, à disposer d'une piste en dur sur laquelle faire atterrir des avions gros-porteurs de type Transall. L'aérodrome Dumont-d'Urville a été construit entre 1983 et 1993 en arasant l'île Cuvier, l'île du Lion, l'îlot Zeus et les îles Buffon, et en faisant disparaître l'îlot Pollux sous une chaussée orientée NW–SE. Ce désastre écologique, abondamment critiqué à l'époque, s'est doublé d'un désastre financier : en partie détruite par une tempête en 1994, la piste n'a jamais été mise en service.
L'hélicoptère est utilisé ponctuellement pour des missions logistiques ou scientifiques sur les différentes îles.

## Faune et protection de l'environnement

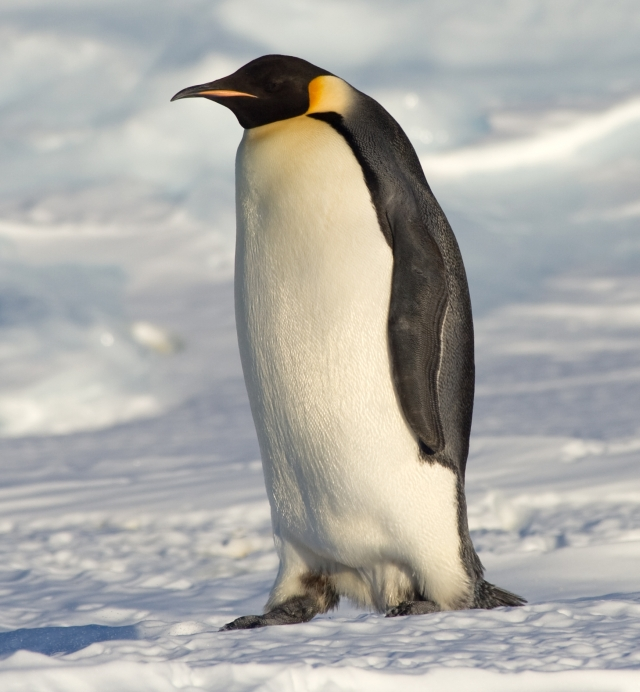
Manchot empereur.

L'archipel présente l'originalité d'accueillir pour leur reproduction huit des neuf espèces d'oiseaux qui nichent sur les côtes du continent antarctique. Les plus emblématiques sont les manchots empereurs, dont la rookerie située entre l'île Alexis-Carrel, l'île Jean-Rostand et le nunatak du Bon-Docteur a motivé en 1952 l'implantation, dans le sud de l'île des Pétrels, de la base de Pointe-Géologie à seulement quelques centaines de mètres de distance ; les rookeries de manchots Adélie sont par ailleurs présentes sur de nombreuses îles. Les pétrels géants antarctiques, qui ont donné leur nom à l'île des Pétrels, sont une autre espèce emblématique de l'Antarctique ; leur population est cependant particulièrement fragile. Il existe aussi d'importantes colonies de labbes antarctiques, de damiers du Cap, de pétrels des neiges, de pétrels de Wilson et de fulmars antarctiques. La plupart de ces oiseaux sont présents d'octobre à mars pour la nidation, les pétrels géants se distinguant par une arrivée plus précoce et un départ plus tardif (séjour de juillet à avril) ; seuls les manchots empereurs ont un cycle radicalement différent, séjournant dans l'archipel d'avril à janvier.   

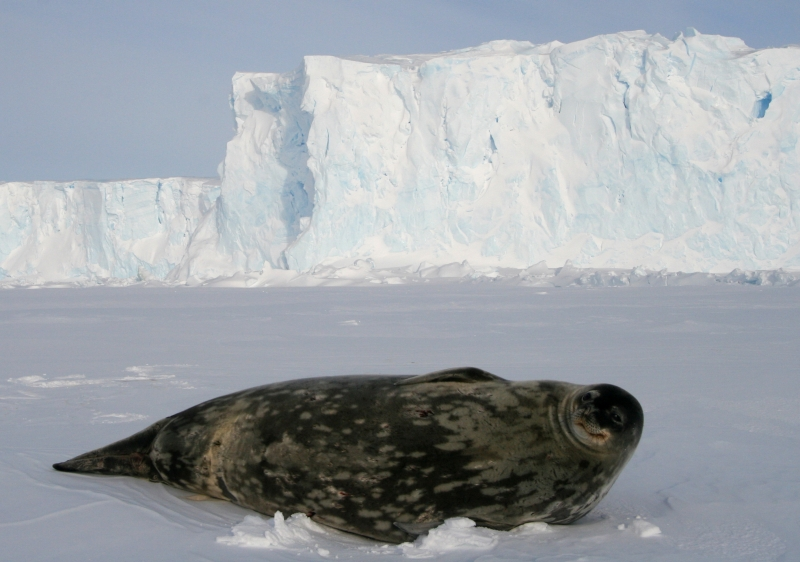
Phoque de Weddell.

Les mammifères marins peuvent être observés pratiquement toute l'année, même lorsque la banquise est formée. On rencontre le plus couramment des phoques de Weddell, mais les phoques crabiers et les léopards de mer sont aussi présents. Les jeunes éléphants de mer sont occasionnels, tout comme les orques.  
Depuis 1995, une « zone spécialement protégée de l'Antarctique » (ZSPA-120) est officiellement reconnue pour l’archipel de Pointe-Géologie par le secrétariat du traité sur l’Antarctique. Elle comprend
les quatre îles Jean-Rostand, Alexis-Carrel, Lamarck et Claude-Bernard, ainsi que le nunatak du Bon-Docteur et l'emplacement de la rookerie de manchots empereurs. L'accès à ces six territoires est désormais réglementé.

## Patrimoine
Pour un article plus général, voir Liste des sites et monuments historiques de l'Antarctique.
L'archipel compte trois sites et monuments historiques (SMH) officiellement répertoriés par le secrétariat du traité sur l’Antarctique :
- le rocher du Débarquement, lieu de la prise de possession de la Terre Adélie, le 22 janvier 1840 (SMH 81) ;
- la base de Pointe-Géologie, plus connue sous le nom de « base Marret », dans le sud de l'île des Pétrels, baraque d'hivernage de Mario Marret et de ses six camarades en 1952 (SMH 47) ;
- la croix Prud'homme, à la pointe nord-ouest de l'île des Pétrels, probable lieu de la disparition accidentelle du météorologue André Prud'homme le 7 janvier 1959 (SMH 48).

## Administration
L'archipel appartient à la Terre Adélie, l'un des cinq districts des Terres australes et antarctiques françaises (T.A.A.F.).
Cette revendication française sur un étroit secteur du continent antarctique allant jusqu'au pôle n'est pas reconnue par certains pays – dont les États-Unis et la Russie. Elle s'est trouvée suspendue en 1961 par l'entrée en vigueur du traité sur l'Antarctique.
Située sur les hauteurs de l'île des Pétrels, la base Dumont-d'Urville (environ 30 occupants en hiver, le double en été) est la seule implantation humaine de l'archipel.